# آرمسترانگ سیدلی جگوار
آرمسترانگ سیدلی جگوار (به انگلیسی: Armstrong Siddeley Jaguar) یک موتور هواگرد ساختِ کارخانهٔ آرمسترانگ سیدلی در کشور بریتانیا است.